# Фробишер, Мартин
Сэр Мартин Фробишер (англ. Martin Frobisher; 1535 или 1539, Альтофтс, Йоркшир — 22 ноября 1594, Плимут) — английский капер и мореплаватель, совершивший три экспедиции к берегам Северной Америки.

## Биография

### Юные годы
Родился в семье Бернарда и Маргарет Фробишер, в Альтофтсе, в приходе Нормантон (Вест-Райдинг, графство Йоркшир). По линии отца род Фробишеров восходит к шотландскому рыцарю Джону Фробишеру, отличившемуся во время войн английского короля Эдуарда I (1272—1307) в Уэльсе. Мать происходила из семьи известного лондонского купца и судовладельца Джона Йорка. Из пяти их детей Мартин являлся третьим.
После смерти отца в 1542 году Мартина отправили в Лондон, под надзор опекуна — брата матери Джона Йорка (ум. 1549). Сэр Джон Йорк рано заметил в племяннике «сильный характер, отчаянно дерзкую храбрость и от природы очень крепкое тело». В Лондоне будущий мореплаватель получил, вероятно, начальное образование, которое, судя по нескольким написанным им собственноручно документам, не было глубоким.

### Каперство
В 1553 году юный Фробишер принял участие в корсарско-работорговой экспедиции Томаса Уиндхэма к берегам Гвинеи, профинансированной Йорком. Достигнув Золотого Берега, она установила торговые отношения местными народами, а спустившись к югу, посетила Бенинское царство, приобретя у местного обы Орхогбуа в кредит 80 тонн африканского перца. Во время следующего плавания в Западную Африку в 1554 году добровольно стал заложником одного из местных африканских вождей, но попал в плен к появившимся там португальцам, вскоре сумев освободиться.
По возвращении домой он вступил в брак с Исабель, вдовой Томаса Рикарда из Снейта, установив связи с корсарским кланом Хокинсов. Около 1559 года побывал с неким Энтони Хаммондом в Марокко, а между 1559 и 1562 годами вместе с известным пиратом Генри Стренгуэйсом совершил новую экспедицию за рабами в Гвинею, где попытался захватить португальский форт Элмина.
Вернувшись в Йоркшир, он устроился капитаном на один из трех каперов, снаряженных для действий против французов. В мае 1563 года вместе с братом Джоном Фробишером привел в гавань Плимут пять захваченных французских судов. В 1564 году вместе с Томасом Кобхэмом перехватил в Ла-Манше корабль «Кэтрин», вёзший в Испанию гобелены для испанского короля Филиппа II, за что ненадолго угодил в тюрьму.
В 1565 году крейсировал в британских водах на корабле «Мэри Флауэр», захватив несколько фламандских купеческих судов, за что снова попал за решётку, но в октябре 1566 года был освобождён. Раздобыв у вождей французских гугенотов, принца Конде и адмирала Колиньи, каперские грамоты, в течение нескольких лет охотился за судами французских католиков в составе эскадры из пяти корсарских кораблей.
В 1569 году достал каперское свидетельство, подписанное принцем Вильгельмом Оранским, и с двумя кораблями начал выслеживать испанские торговые суда. Заподозренный в пиратстве, в августе 1569 года снова был взят под стражу, почти год провёл в лондонской тюрьме, но был освобожден по ходатайству леди Элизабет Клинтон, жены лорда-адмирала Англии.
В 1572 году поступил на королевскую службу, после чего патрулировал берега Ирландии, захватив одно немецкое и несколько французских судов, а в январе 1573 года — ещё один французский корабль. В том же 1573 году Филипп II предлагал ему перейти на испанскую службу.

### Полярные экспедиции
В 1560-х годах Фробишер заинтересовался возможностью найти Северо-Западный проход из Атлантики в Тихий океан с целью достижения Китая и Индии. После обсуждения этого проекта с сэром Хамфри Гилбертом, Ричардом Хаклюйтом и Джоном Ди, он предпринял ряд неудачных попыток заручиться поддержкой богатых судовладельцев, пока, наконец, не увлёк своим проектом Эмброуза Дадли, графа Уорика, приближенного королевы Елизаветы I.
Уорик представил его проект членам Тайного совета, которые 4 декабря 1574 году рекомендовали купцам Московской компании выдать ему лицензию на право поиска Северо-Западного прохода. Глава Московской компании Майкл Лок проникся идеей Фробишера и, в конце концов, убедил её членов поддержать его проект. 18 лондонских купцов выделили на нужды экспедиции сумму в 875 фунтов стерлингов, а сам Лок — 700 фунтов. Был построен 30-тонный барк «Гэбриэль», куплены 30-тонный барк «Майкл» и 10-тонная пинасса. Экипаж экспедиции насчитывал всего 35 человек, но на научно-техническую подготовку её выделены были большие средства, в частности, одни только навигационные инструменты, изготовленные мастерской Хэмфри Кола, обошлись в 100 фунтов стерлингов, а навигационную карту для неё составил опытный картограф Борроу. Доктор Джон Ди, придворный астролог и математик, побывал на судах Фробишера лично и проинструктировал его людей относительно астрономии и навигации.
7 июня 1576 года экспедиция отплыла из Рэтклиффа. Кристофер Холл был шкипером «Гэбриэля», Оуэн Гриффин — шкипером «Майкла». Когда суда проходили Гринвич, королева Елизавета I помахала им рукой и пожелала счастливого пути. 26 июня 1576 года флотилия достигла Шетландских островов, откуда пошла через Атлантику на запад. 11 июля англичане достигли мыса Фарвель — южной точки Гренландии, но снег и туман помешали высадке на берег. Во время сильного шторма погибла пинасса и пропал барк «Майкл», капитан которого дезертировал. Невзирая на это, Фробишер на потрёпанном барке «Гэбриэль» с командой из 18 человек продолжал поиски Северо-Западного прохода.
Двигаясь от Гренландии на запад-северо-запад, 28 июля 1576 года англичане увидели незнакомый берег (видимо, остров Резольюшен), а 18 августа — Баффинову Землю, достигнув 63-й параллели. Через два дня они высадились на островок Локс-Ленд, затем вошли в узкий залив, который Фробишер принял за долгожданный пролив и назвал своим именем (теперь это залив Фробишер на Баффиновой Земле). В заливе участники экспедиции обнаружили туземцев, «похожих на татар, с длинными чёрными волосами, широкими лицами и плоскими носами, одетых в тюленьи шкуры…» Это были эскимосы-иннуиты, которых Фробишер принял за азиатов. Когда на борт судна были доставлены образцы чёрного камня с жёлтыми вкраплениями; англичане решили, что это — золото. После того как местные жители захватили в плен или убили пятерых матросов, Фробишер взял в заложники одного из эскимосов, и в конце августа команда «Гэбриэля» пустилась в обратный путь, прибыв 2 октября в Харвич.
Открытая Фробишером Баффинова земля была названа королевой «Неведомой целью» (Meta Incognita). Образцы «золотой руды» Фробишер передал Майклу Локу, который попросил специалистов изучить их; три исследователя решили, что это — пирит, или серный колчедан, а четвёртый, итальянец Анджело, заявил, что всё же смог извлечь из руды три крупицы золота.
17 марта 1577 года была организована т. н. «Катайская компания», получившая королевскую хартию. Майкл Лок стал её управляющим. Елизавета I внесла наибольший пай в 1 000 фунтов стерлингов и снарядила за казённый счет 200-тонное судно «Эйд»; помимо этого, Фробишер получил два барка — «Гэбриэль» и «Майкл» — и несколько пинасс. Численность команды составила 140 человек, среди которых были солдаты и рудокопы. Подобно Христофору Колумбу, Фробишер назначен был «главным адмиралом всех морей, озёр, земель и островов, стран и мест, вновь открываемых».
31 мая 1577 года эскадра покинула Харвич. Обогнув Шотландию, они 4 июля достигли Гренландии, но скопления льда снова помешали им высадиться на берег. 17 июля корабли подошли к острову Холл на входе в залив Фробишер. Мыс на южной оконечности острова Локс-Ленд к юго-востоку от Баффиновой земли был назван Фробишером в честь королевы Елизаветы. Объявив новооткрытую страну владением британской короны, англичане занялись поисками золотой руды, периодически вступая при этом в стычки с эскимосами. Найденная ими на побережье Баффиновой земли туша нарвала была принята за мифического зверя, а после того как там обнаружены были бивни этого животного, прибрежные воды получили название «моря Единорога». Наконец, погрузив на борт «Эйда» около 200 тонн «драгоценного груза» и захватив трех эскимосов (мужчину и женщину с ребёнком), Фробишер 23 августа велел возвращаться в Англию.
23 сентября 1577 года «Эйд» прибыл в английский порт Милфорд («Гэбриэль» и «Майкл» пришли позже — один в Бристоль, другой в Ярмут). Елизавета I приняла Фробишера в Виндзорском замке. Немецкий ученый-алхимик Буркхард Кренич тщательно исследовал добытую экспедицией руду и заявил, что в ней действительно содержится немного золота, после чего королева Елизавета выделила лично на новую экспедицию 1350 фунтов, а лорд великий камергер граф Оксфорд — целых 2000.
31 мая 1578 года третья экспедиция в составе 15 судов под начальством Фробишера вышла в море из Харвича. Команда флотилии насчитывала примерно две сотни человек: около 100 английских колонистов, 40 матросов, 30 солдат и 30 шахтёров-корнцев. Экспедиция должна была основать в новооткрытой стране постоянное поселение, оборудовать там шахты и погрузить на борт кораблей 2000 тонн «золотой руды». 20 июня 1578 года флотилия достигла южных берегов Гренландии, а 2 июля — залива Фробишер на острове Баффинова Земля. Во время снежной бури 100-тонный барк «Деннис» столкнулся с айсбергом и затонул; ещё один корабль дезертировал, взяв курс на Англию. Остальные суда были рассеяны и отброшены на юг, в восточную часть Гудзонова пролива. Вернувшись в залив своего имени, Фробишер отказался от основания колонии, спешно отремонтировал 13 судов, погрузил на их борт 1350 тонн «золотой руды» и в конце августа двинулся в обратный путь. В Англию он вернулся в начале октября 1578 года.
Здесь, после окончательного исследования привезённых экспедицией камней, было установлено, что они не содержат ни грамма золота. «Китайская компания» лопнула, не выплатив долги своим вкладчикам. Хотя Фробишер так и не открыл Северо-Западный проход, а найденная им «золотая руда» оказалась пиритом, к несомненным его заслугам следует отнести описание южных берегов Гренландии и юго-восточного побережья Баффиновой земли, а также изучение природы айсбергов. В частности, им было замечено, что при таянии последние дают пресную воду, отсюда был сделан вывод, что айсберги зарождаются на суше, а затем сползают в море, подобно тому, как сползают в горные долины альпийские глетчеры.

### На королевской службе
Навсегда отказавшись от северных предприятий, Фробишер осенью 1578 года принял участие в подавлении антианглийского восстания в Ирландии. В 1580 году он командовал кораблем «Форсайт», который крейсировал у берегов Мунстера (Ирландия) во время подавления восстания Десмонда, и участвовал в захвате Смервика. Два года спустя вместе с Симоном Фернандесом он разработал проект экспедиции в Китай вокруг мыса Доброй Надежды, однако этот замысел так и не был реализован, а в экспедицию вместо него отправлен был в мае 1582 года Эдвард Фентон.
Весной 1585 года командовал, по некоторым данным, кораблём, доставившим посольство в Данию. В сентябре того же года отплыл из Плимута на судне «Примроуз» в составе каперской флотилии Френсиса Дрейка. Флотилия насчитывала 21 судно, и Фробишер был назначен её вице-адмиралом. Ограбив порт Виго в Испании, англичане посетили Канарские острова, затем острова Зеленого Мыса, где в ноябре разорили Рибейра-Гранде на острове Сантьягу, и, совершив трансатлантический переход, прибыли в Вест-Индию. 1 января 1586 года пиратами была взята штурмом, разграблена и сожжена столица Эспаньолы (совр. Гаити) Санто-Доминго. В феврале 1586 года Фробишер отличился при нападении на Картахену, а в марте — на поселение Сан-Аугустин (совр. Сент-Огастин) на полуострове Флорида. В июле 1586 года экспедиция вернулась в Плимут, привезя добычи на 60 тысяч фунтов стерлингов.
В 1587 году Фробишер участвовал в морской экспедиции, тщетно пытавшейся захватить Слейс, а в 1588 году, наряду с Ховардом, Дрейком, Хокинсом и Феннером, являлся членом Военного совета и принимал участие во всех столкновениях с Испанской Армадой: у Плимута, близ Портленда, у острова Уайт, близ Кале и при Гравелине. В частности, командуя галеоном «Трайомф», находившимся в составе флота лорда-адмирала Чарльза Ховарда, захватил четыре испанских корабля и неоднократно атаковал флагман герцога Медина-Сидония «Сан-Мартен»
После сражения у острова Уайт 5 августа 1588 года лорд-адмирал Ховард возвел в рыцари лучших капитанов своего флота — Мартина Фробишера, Джона Хокинса, Томаса Ховарда, лорда Шеффилда, Роджера Тауншенда и Джорджа Бистона.
Зимой 1588—1589 годов Фробишер командовал эскадрой, охранявшей берега Англии, а осенью 1589 года совершил каперскую экспедицию в район Азорских островов.
В 1591 году он вернулся в Йоркшир, женившись вторым браком на Дороти Видмерпол, дочери лорда Уэнтворта, на короткое время отойдя от дел.
В 1592 году по указу королевы Елизаветы он взял на себя командование каперской флотилией попавшего в опалу Уолтера Рэйли, однако действия его у испанских берегов оказались безрезультатными, а часть эскадры во главе с Джоном Борроу и Робертом Кроссом даже отказалась ему подчиняться, самовольно направившись к Азорским островам.

### Смерть
В 1594 году совершил свою последнюю экспедицию к берегам полуострова Бретань, чтобы помочь защитить Брест от испанских сил, высадившихся во Франции и укрепившихся в форте Крозон. 7 ноября 1594 года, во время последнего штурма форта, получил пулевое ранение в ногу и, вернувшись в Плимут, скончался 22 ноября 1594 года от гангрены.
Его внутренние органы были погребены в церкви Св. Андрея в Плимуте, а тело перевезено 14 января 1595 года в Лондон и похоронено в церкви Святого Эгидия у ворот Крипплгейт (Сити).
Детей Мартин Фробишер не имел, но среди наследников значился его племянник Питер Фробишер.

## Память
- В 1861 году американский полярный путешественник Чарльз Френсис Холл на западном побережье Баффиновой земли записал рассказ старой эскимоски, помнившей со слов своих предков подробности посещения этих берегов экспедициями Фробишера 1576, 1577 и 1578 годов, в частности, назвавшей точное количество участвовавших в них кораблей и число захваченных пленников[44].
- Его именем был назван тяжёлый британский крейсер типа «Hawkins», построенный в октябре 1924 года в Девонпорте[45].
- В честь него назван головной самолёт De Havilland Albatross компании Imperial Airways (позже BOAC), 1938.
- Изображён на канадской почтовой марке 1963 года и на британской почтовой марке 1972 года.
- Его имя носит канадская роза.
- Столица канадской территории Нунавут — город Икалуит — в 1955—1987 годах носила название Фробишер-Бей, в честь поселения, основанного здесь Фробишером в 1576 году, но позже заброшенного[46].